# Boppeus
Boppeus is een kevergeslacht uit de familie van de boktorren (Cerambycidae). De wetenschappelijke naam van het geslacht werd voor het eerst geldig gepubliceerd in 1982 door Villiers.

## Soorten
Boppeus omvat de volgende soorten:
- Boppeus acuticollis Villiers, 1982
- Boppeus brevicollis Villiers, 1982
- Boppeus fairmairei (Boppe, 1921)
- Boppeus laevis Villiers, 1982
- Boppeus lagrioides Villiers, 1982
- Boppeus orientalis Villiers, 1982
- Boppeus pauliani Villiers, 1982
- Boppeus peyrierasi Vives, 2004
- Boppeus sericeus Villiers, 1982
- Boppeus viettei Villiers, 1982